# Morti nel 2010/Maggio
| Questa pagina contiene informazioni ricavate automaticamente dalle voci biografiche con l'ausilio del template Bio e di un bot. L'aggiornamento è periodico e automatico e ricostruisce completamente la pagina. Se manca una persona in questa lista, sei pregato di non aggiungerla, ma accertati piuttosto che la sua voce biografica contenga il template Bio e che i dati anagrafici siano correttamente compilati. Se il template Bio manca, inseriscilo tu stesso o, in alternativa, metti l'avviso {{tmp\|Bio}} che ne segnala la mancanza. Se i dati riportati sono sbagliati, correggi direttamente la voce biografica; le modifiche saranno visibili in questa lista entro pochi giorni. Per chiarimenti vedi il progetto biografie. La lista contiene solo le 154 persone che sono citate nell'enciclopedia e per le quali è stato implementato correttamente il template Bio. Pagina aggiornata al 18 ago 2025. |

- 1º maggio - Gustavo De Meo, politico italiano (n. 1920)
- 1º maggio - Zygmunt Kamiński, arcivescovo cattolico polacco (n. 1933)
- 1º maggio - Amedeo Vergani, giornalista e fotoreporter italiano (n. 1944)
- 1º maggio - Cesarina Vighy, bibliotecaria, scrittrice e attrice teatrale italiana (n. 1936)
- 2 maggio - Kama Chinen, supercentenaria giapponese (n. 1895)
- 2 maggio - Bohumil Němeček, pugile cecoslovacco (n. 1938)
- 2 maggio - Douglas Orson ReVelle, astronomo e fisico statunitense (n. 1945)
- 2 maggio - Lynn Redgrave, attrice britannica (n. 1943)
- 2 maggio - Kei Satō, attore giapponese (n. 1928)
- 2 maggio - Jean Zaleski, artista maltese (n. 1920)
- 3 maggio - Luigi Amaducci, arcivescovo cattolico italiano (n. 1924)
- 3 maggio - Jacques Bertin, cartografo francese (n. 1918)
- 3 maggio - Florencio Campomanes, scacchista filippino (n. 1927)
- 3 maggio - Carlo Lorenzo Cazzullo, psichiatra italiano (n. 1915)
- 3 maggio - Hideki Fujii, fotografo giapponese (n. 1934)
- 3 maggio - Jimmy Gardner, attore inglese (n. 1924)
- 3 maggio - Guenter Wendt, ingegnere tedesco (n. 1923)
- 4 maggio - Brita Borg, cantante e attrice svedese (n. 1926)
- 4 maggio - Freddy Kottulinsky, pilota di rally svedese (n. 1932)
- 4 maggio - William Lubtchansky, direttore della fotografia francese (n. 1937)
- 4 maggio - Giuseppe Pellegrino, politico e avvocato italiano (n. 1925)
- 4 maggio - Renato Peroni, archeologo italiano (n. 1930)
- 4 maggio - Luigi Poggi, cardinale e arcivescovo cattolico italiano (n. 1917)
- 5 maggio - Danny Chandler, pilota motociclistico statunitense (n. 1959)
- 5 maggio - Alessandra Codazzi, politica, sindacalista e partigiana italiana (n. 1921)
- 5 maggio - Marcello Costalunga, arcivescovo cattolico italiano (n. 1925)
- 5 maggio - Nate DeLong, cestista e allenatore di pallacanestro statunitense (n. 1926)
- 5 maggio - Harry Siljander, pugile finlandese (n. 1922)
- 5 maggio - Giulietta Simionato, mezzosoprano italiano (n. 1910)
- 5 maggio - Loris Stafoggia, arbitro di calcio e dirigente sportivo italiano (n. 1955)
- 5 maggio - Umaru Yar'Adua, politico nigeriano (n. 1951)
- 6 maggio - Boo Ellis, cestista statunitense (n. 1936)
- 6 maggio - Giacomo Neri, calciatore e allenatore di calcio italiano (n. 1916)
- 6 maggio - Robin Roberts, giocatore di baseball statunitense (n. 1926)
- 6 maggio - Lucrecia Terán, cestista cilena (n. 1932)
- 7 maggio - Nardo Dunchi, scultore e partigiano italiano (n. 1914)
- 7 maggio - Pamela Green, modella, attrice e editrice britannica (n. 1929)
- 7 maggio - Wally Hickel, politico statunitense (n. 1919)
- 7 maggio - Adele Mara, attrice statunitense (n. 1923)
- 7 maggio - Giuseppe Ogna, pistard e ciclista su strada italiano (n. 1933)
- 7 maggio - Sandro Ruffo, naturalista italiano (n. 1915)
- 8 maggio - Joaquín Capilla, tuffatore messicano (n. 1928)
- 8 maggio - Andor Lilienthal, scacchista sovietico (n. 1911)
- 9 maggio - Dean Cetrulo, schermidore statunitense (n. 1919)
- 9 maggio - Hans Dijkstal, politico olandese (n. 1943)
- 9 maggio - Lena Horne, cantante, attrice e danzatrice statunitense (n. 1917)
- 9 maggio - Farzad Kamangar, docente, giornalista e attivista iraniano (n. 1975)
- 10 maggio - Charles Currey, velista britannico (n. 1916)
- 10 maggio - Frank Frazetta, illustratore, pittore e scultore statunitense (n. 1928)
- 11 maggio - Luciano Chitarrini, attore e giornalista italiano (n. 1923)
- 11 maggio - Roberta di Camerino, stilista italiana (n. 1920)
- 11 maggio - Doris Eaton, attrice e ballerina statunitense (n. 1904)
- 11 maggio - Imre Toth, filosofo rumeno (n. 1921)
- 12 maggio - Ugo Buzzelli, poeta italiano (n. 1923)
- 12 maggio - Dario Colombi, bobbista italiano (n. 1929)
- 12 maggio - Antonio Ozores, attore e regista spagnolo (n. 1928)
- 12 maggio - Mel Perry, giocatore di curling canadese (n. 1935)
- 12 maggio - Massimo Sarchielli, attore cinematografico e mimo italiano (n. 1931)
- 13 maggio - Wynne Godley, economista britannico (n. 1926)
- 13 maggio - Klaus Kotter, dirigente sportivo tedesco (n. 1934)
- 13 maggio - Lauro Toneatto, calciatore e allenatore di calcio italiano (n. 1933)
- 14 maggio - Roberto Di Rosa, politico italiano (n. 1939)
- 14 maggio - Stelio Frati, ingegnere aeronautico, progettista e imprenditore italiano (n. 1919)
- 14 maggio - Lennart Olson, fotografo e regista svedese (n. 1925)
- 14 maggio - Luciano Vistosi, designer e scultore italiano (n. 1931)
- 15 maggio - Rodolfo d'Asburgo-Lorena, principe austriaco (n. 1919)
- 15 maggio - Besian Idrizaj, calciatore austriaco (n. 1987)
- 15 maggio - Loris Kessel, pilota automobilistico svizzero (n. 1950)
- 15 maggio - Bhairon Singh Shekhawat, politico indiano (n. 1923)
- 15 maggio - John Sheperd-Barron, inventore scozzese (n. 1925)
- 15 maggio - Diether de la Motte, compositore, teorico della musica e musicologo tedesco (n. 1928)
- 16 maggio - Oswaldo López Arellano, generale e politico honduregno (n. 1921)
- 16 maggio - Ronnie James Dio, cantautore statunitense (n. 1942)
- 16 maggio - Vittorio Ghiandi, calciatore italiano (n. 1927)
- 16 maggio - Cristiano Grottanelli, storico delle religioni italiano (n. 1946)
- 16 maggio - Hank Jones, pianista e compositore statunitense (n. 1918)
- 16 maggio - Giuseppe Reale, politico italiano (n. 1918)
- 17 maggio - Dorothy Kamenshek, giocatrice di baseball statunitense (n. 1925)
- 17 maggio - Yvonne Loriod, pianista francese (n. 1924)
- 17 maggio - Vasil Mančenko, cestista, allenatore di pallacanestro e giornalista bulgaro (n. 1931)
- 17 maggio - Bobbejaan Schoepen, cantante, chitarrista e compositore belga (n. 1925)
- 18 maggio - Shūsaku Arakawa, artista e architetto giapponese (n. 1936)
- 18 maggio - Sheila Armstrong, schermitrice statunitense (n. 1949)
- 18 maggio - Pietro Ghilarducci, giornalista e scrittore italiano (n. 1932)
- 18 maggio - Edoardo Sanguineti, poeta, scrittore e drammaturgo italiano (n. 1930)
- 18 maggio - Giorgio Stivanello, calciatore italiano (n. 1932)
- 19 maggio - Fabio Polenghi, fotografo italiano (n. 1962)
- 19 maggio - Harry Vos, calciatore olandese (n. 1946)
- 20 maggio - Umberto Bernardini, generale e aviatore italiano (n. 1921)
- 20 maggio - Felice Virgilio di Virgilio, francescano e storico italiano (n. 1934)
- 20 maggio - Giampaolo Fabris, sociologo italiano (n. 1938)
- 20 maggio - Renato Filippelli, poeta e saggista italiano (n. 1936)
- 20 maggio - Walter Rudin, matematico statunitense (n. 1921)
- 20 maggio - Guido Sereni, scrittore e poeta italiano (n. 1925)
- 21 maggio - Damário Dacruz, poeta, fotografo e giornalista brasiliano (n. 1953)
- 21 maggio - Stan Jones, giocatore di football americano statunitense (n. 1931)
- 21 maggio - Claudio Leonardi, storico e latinista italiano (n. 1926)
- 21 maggio - Giuseppe Lugato, giornalista italiano (n. 1935)
- 21 maggio - Murat Urtembaev, informatico e hacker sovietico (n. 1955)
- 22 maggio - Italo Celoro, attore italiano (n. 1941)
- 22 maggio - Martin Gardner, matematico, illusionista e divulgatore scientifico statunitense (n. 1914)
- 22 maggio - Jacques Geninasca, semiologo e pittore svizzero (n. 1930)
- 22 maggio - Buz Lukens, politico statunitense (n. 1931)
- 22 maggio - Antonio Marcellini, calciatore italiano (n. 1937)
- 22 maggio - Howard Post, fumettista statunitense (n. 1926)
- 23 maggio - Beto, cantante portoghese (n. 1967)
- 23 maggio - Héctor Costa, cestista uruguaiano (n. 1929)
- 23 maggio - Angelo Ferreri, scultore italiano (n. 1912)
- 23 maggio - Leonida Bagration-Mukhrani, georgiana (n. 1914)
- 23 maggio - Emilio Lonero, giornalista e critico cinematografico italiano (n. 1924)
- 23 maggio - Simon Monjack, sceneggiatore, regista e produttore cinematografico britannico (n. 1970)
- 24 maggio - Edgar Dietsche, bobbista svizzero
- 24 maggio - Paul Gray, bassista statunitense (n. 1972)
- 24 maggio - Masao Kimura, wrestler giapponese (n. 1941)
- 24 maggio - Steve New, chitarrista inglese (n. 1960)
- 24 maggio - Eugenia Paul, attrice statunitense (n. 1935)
- 24 maggio - Anneliese Rothenberger, soprano tedesco (n. 1924)
- 25 maggio - Aleksandr Belostennyj, cestista sovietico (n. 1959)
- 25 maggio - Gabriel Bernal Vargas, fumettista messicano (n. 1915)
- 25 maggio - Silvius Magnago, politico e militare italiano (n. 1914)
- 25 maggio - David Parker, nuotatore britannico (n. 1959)
- 25 maggio - Roberto Santini, scrittore italiano (n. 1949)
- 25 maggio - Giuseppe Talamo, storico italiano (n. 1925)
- 25 maggio - Aldo Venturini, politico italiano (n. 1922)
- 26 maggio - Leo Canjels, calciatore olandese (n. 1933)
- 26 maggio - Marie Corridon, nuotatrice statunitense (n. 1930)
- 26 maggio - Anthony Hicks, musicologo, critico musicale e scrittore britannico (n. 1943)
- 26 maggio - John P. Lewis, economista statunitense (n. 1921)
- 26 maggio - Piero Pierobon, calciatore italiano (n. 1931)
- 27 maggio - Yvonne Howell, attrice statunitense (n. 1905)
- 27 maggio - Jackson Kaujeua, cantante, musicista e compositore namibiano (n. 1953)
- 27 maggio - Roman Kozak, regista e attore russo (n. 1957)
- 27 maggio - Sergio Pellizzari, politico italiano (n. 1924)
- 27 maggio - Reg White, velista britannico (n. 1935)
- 28 maggio - Josve Aiazzi, alpinista italiano (n. 1925)
- 28 maggio - Emanuele Aliotta, imprenditore italiano (n. 1939)
- 28 maggio - Eddie Barth, attore statunitense (n. 1931)
- 28 maggio - Gary Coleman, attore statunitense (n. 1968)
- 28 maggio - Enrico Mazzucchi, calciatore italiano (n. 1934)
- 28 maggio - Giuseppe Sapia, politico italiano (n. 1928)
- 28 maggio - Otello Scarpelli, fumettista italiano (n. 1928)
- 29 maggio - Dennis Hopper, attore e regista statunitense (n. 1936)
- 29 maggio - Antonio Parras, fumettista spagnolo (n. 1929)
- 29 maggio - Mario Picchi, presbitero italiano (n. 1930)
- 30 maggio - Jurij Česnokov, pallavolista, allenatore di pallavolo e dirigente sportivo sovietico (n. 1933)
- 30 maggio - Arturo Mezzedimi, architetto italiano (n. 1922)
- 30 maggio - Peter Orlovsky, poeta statunitense (n. 1933)
- 31 maggio - Sabina Actis-Orelia, soprano italiana (n. 1920)
- 31 maggio - Louise Bourgeois, scultrice e artista francese (n. 1911)
- 31 maggio - William A. Fraker, direttore della fotografia statunitense (n. 1923)
- 31 maggio - Jim Gibbs, cestista statunitense (n. 1913)
- 31 maggio - Olli Laiho, ginnasta finlandese (n. 1943)
- 31 maggio - Benjamin Lees, compositore statunitense (n. 1924)
- 31 maggio - Donald Windham, scrittore statunitense (n. 1920)